# Březejc
Březejc település Csehországban, a Žďár nad Sázavou-i járásban. Březejc Ruda, Velké Meziříčí, Jabloňov és Sviny településekkel határos. Lakosainak száma 159 fő (2024. január 1.).

## Népesség
A település lakosságának változását az alábbi diagram mutatja:
| Lakosok száma | 186  | 181  | 194  | 153  | 142  | 142  | 141  | 137  | 150  | 159  |
|               | 1869 | 1900 | 1921 | 1961 | 1980 | 2011 | 2016 | 2019 | 2021 | 2024 |